# Sandra Skillings
Sandra Skillings (* um 1959) ist eine ehemalige kanadische Badmintonspielerin.

## Karriere
Sandra Skillings gewann 1981 ihren ersten Titel bei den kanadischen Meisterschaften im Damendoppel mit Wendy Carter. 1982 verteidigten sie den Titel. 1985 siegte Skillings bei den US Open im Doppel mit Claire Sharpe, mit welcher sie im gleichen Jahr bei der Weltmeisterschaft auch Platz fünf belegte.

## Sportliche Erfolge
| Saison | Veranstaltung                 | Disziplin   | Platz | Name                             |
| ------ | ----------------------------- | ----------- | ----- | -------------------------------- |
| 1980   | Panamerikameisterschaft       | Dameneinzel | 2     | Sandra Skillings                 |
| 1980   | Panamerikameisterschaft       | Mixed       | 2     | Sandra Skillings                 |
| 1981   | Kanada: Einzelmeisterschaften | Damendoppel | 1     | Wendy Carter / Sandra Skillings  |
| 1982   | Kanada: Einzelmeisterschaften | Damendoppel | 1     | Wendy Carter / Sandra Skillings  |
| 1985   | Weltmeisterschaft             | Damendoppel | 5     | Claire Sharpe / Sandra Skillings |
| 1985   | US Open                       | Damendoppel | 1     | Claire Sharpe / Sandra Skillings |